# William Shakespeare drámáinak kronológiája
Ez a szócikk William Shakespeare drámáit sorolja fel, keletkezésük feltételezett sorrendjében.
Az elmúlt évszázadokban számos Shakespeare-tudós igyekezett időrendbe állítani Shakespeare műveit, ám a fennmaradt bizonyítékok töredékes volta miatt a legmodernebb filológiai kutatások segítségével is csupán feltételezett sorrend alakítható ki. Csaknem az összes modern próbálkozás alapjául E. K. Chambers The Problem of Chronology ("A kronológia problémája") című, 1930-ban megjelent munkája szolgált.
Az irodalomtörténészek jobbára egyetértenek abban, hogy az E. A. J. Honigmann által felvetett "korai kezdés" elmélet - mely öt évvel korábbra, 1585-re helyezi vissza Shakespeare írói munkásságának kezdetét - több problémát vet fel, mint amennyit megold. Ezért az itt következő ortodox kronológia jobb híján széles körben elfogadott.

## Kronológia
- 1589-1591: A két veronai nemes (The Two Gentlemen of Verona)
- 1590-1591: A makrancos hölgy (The Taming of the Shrew)
- 1591: VI. Henrik, II. rész (Henry VI, Part II)
- 1591: VI. Henrik, III. rész (Henry VI, Part III)
- 1591-1592: VI. Henrik, I. rész (Henry VI, Part I) - társszerzős
- 1591-1592: Titus Andronicus
- 1592-1593: III. Richárd (Richard III)
- 1592-1593: Edward III - társszerzős
- 1594: Tévedések vígjátéka (The Comedy of Errors)
- 1594-1595: A lóvá tett lovagok (Love's Labour's Lost)
- 1595-1596: Love’s Labour Won - elveszett mű
- 1595: II. Richárd (Richard II)
- 1595: Rómeó és Júlia (Romeo and Juliet)
- 1595: Szentivánéji álom (A Midsummer Night's Dream)
- 1596: János király (King John)
- 1596-1597: A velencei kalmár (The Merchant ov Venice)
- 1596-1597: IV. Henrik, I. rész (Henry IV, Part I)
- 1597: A windsori víg nők (The Merry Wives of Windsor)
- 1597-1598: IV. Henrik, II. rész (Henry IV, Part II)
- 1598-1599: Sok hűhó semmiért (Much Ado About Nothing)
- 1599: V. Henrik (Henry V)
- 1599: Julius Caesar
- 1599-1600: Ahogy tetszik (As You Like It)
- 1599-1601: Hamlet
- 1601: Vízkereszt, vagy amit akartok (Twelfth Night)
- 1600-1602: Troilus és Cressida (Troilus and Cressida)
- 1603-1604: Szeget szeggel (Measure for Measure)
- 1603-1604: Othello
- 1604-1605: Minden jó, ha vége jó (All's Well That Ends Well)
- 1605-1606: Lear király (King Lear)
- 1605-1606: Athéni Timon (Timon of Athens) - társszerzős
- 1606: Macbeth
- 1606: Antonius és Kleopátra (Antonius and Cleopatra)
- 1607-1608: Pericles (Pericles, Prince of Tyre) - társszerzős
- 1608: Coriolanus
- 1609-1611: Téli rege (The Winter's Tale)
- 1610: Cymbeline
- 1610-1611: A vihar (The Tempest)
- 1612-1613: Cardenio - társszerzős, elveszett mű
- 1612-1613: VIII. Henrik (Henry VIII) - társszerzős
- 1613-1614: A két nemes rokon (Two Noble Kinsmen) - társszerzős